# Canton de Périgueux
Pour les articles homonymes, voir Canton de Périgueux (homonymie).
Le canton de Périgueux est une ancienne division administrative française située dans le département de la Dordogne, de 1790 à 1973.

## Historique
Le canton de Périgueux (ou de Perigueux avant 1801) est l'un des cantons de la Dordogne créés en 1790, en même temps que les autres cantons français. Il a d'abord été rattaché au district de Perigueux jusqu'en 1795, date de suppression des districts, avant de faire partie en 1801 de l'arrondissement de Périgueux.
En 1973, il est scindé en trois : Périgueux-Centre, Périgueux-Nord-Est et Périgueux-Ouest.

## Géographie
Ce canton était organisé autour de Périgueux dans l'arrondissement de Périgueux. Son altitude variait de 71 m (Marsac-sur-l'Isle) à 239 m (Trélissac).

## Représentation

### Conseillers généraux de 1833 à 1973
| Période | Période          | Identité                             | Étiquette                      | Qualité |
| ------- | ---------------- | ------------------------------------ | ------------------------------ | --- |
| 1833    | 1843 (démission) | Léger Combret de Marcillac           | Conservateur                   | Maire de Périgueux (1830-1839 et 1840-1843) Député (1837-1843) - Préfet en 1843                                              |
| 1843    | 1848             | Jean Marcelin Chouri                 |                                | Avoué à Périgueux puis directeur du contentieux au ministère des Finances                                                    |
| 1848    | 1852             | Louis Mie                            | Républicain                    | Avocat à Périgueux, conseiller d'arrondissement                                                                              |
| 1852    | 1870             | Pierre Magne                         | Bonapartiste puis Centre droit | Avocat au barreau de Périgueux Député (1843-1848, 1851 et 1871-1876) Sénateur (1852-1870 et 1876-1879) Ministre des Finances |
| 1871    | 1877 (décès)     | Louis Mie                            | Républicain radical            | Avocat Député de la Gironde (1877)                                                                                           |
| 1878    | 1897 (décès)     | Antoine Gadaud                       | Républicain                    | Médecin Maire de Périgueux (1882-1887) Député (1885-1889) Sénateur (1891-1897) Ministre en 1895                              |
| 1898    | 1909 (décès)     | Édouard Requier                      | Républicain                    | Industriel (distillateur) à Périgueux Vice-président de la Chambre de Commerce de Périgueux Conseiller d'arrondissement      |
| 1909    | 1913             | Arthur Barabeau                      | Républicain Progressiste       | Ancien Président de la Chambre de Commerce de Périgueux, conseiller d'arrondissement                                         |
| 1913    | 1919             | Félix Gadaud (fils d'Antoine Gadaud) | Rad.                           | Médecin à Périgueux Député (1919-1929 Sénateur (1929-1940) Maire de Périgueux (1924-1943)                                    |
| 1919    | 1925             | Paul Bouthonnier                     | SFIO puis PC-SFIC              | Professeur Maire de Périgueux (1919-1921)                                                                                    |
| 1925    | 1937             | Gaston Mercier                       | Rad.ind.                       | Négociant à Périgueux, conseiller d'arrondissement                                                                           |
| 1937    | 1940             | Pierre Laudu                         | Rad.                           | Artisan horloger, conseiller municipal de Bassilac, ancien conseiller d'arrondissement                                       |
|         |                  |                                      |                                | |
| 1945    | 1951             | Lucien Dutard                        | PCF                            | Instituteur Maire de Boulazac Député (1946-1951)                                                                             |
| 1951    | 1958             | Yves Péron                           | PCF                            | Ouvrier Député (1945-1951 et 1956-1958) Conseiller municipal de Périgueux                                                    |
| 1958    | 1964             | Raoul Rousseau                       | UNR                            | Docteur en médecine Député (1958-1962)                                                                                       |
| 1964    | 1970             | Georges Bonnet                       | Rad.                           | Maire de Brantôme Député (1956-1968) Ancien conseiller général du canton de Champagnac-de-Belair                             |
| 1970    | 1973             | Yves Guéna                           | UDR                            | Conseiller d'État Maire de Périgueux Ministre                                                                                |

### Conseillers d'arrondissement (de 1833 à 1940)
| Période                                  | Période | Identité                        | Étiquette                | Qualité |
| ---------------------------------------- | ------- | ------------------------------- | ------------------------ | --- |
| Les données manquantes sont à compléter. |         |                                 |                          | |
| 1833                                     | 1848    | Louis Mie                       |                          | Avocat à Périgueux                                                                                          |
| 1848                                     | 1855    | Pierre Romain Moyrand           |                          | Avocat à Périgueux                                                                                          |
| 1855                                     | 1871    | Jean-Baptiste Auguste Charrière |                          | Avocat, ancien chef de cabinet du Préfet, juge de paix, Président du Conseil d'arrondissement, Périgueux    |
| 1871                                     | 1880    | Sylvestre Eimery                | Républicain              | Conseiller municipal de Périgueux, Président du Conseil d'arrondissement                                    |
| 1880                                     | 1886    | M. Baraillé                     | Républicain              | |
| 1886                                     | 1898    | Édouard Requier                 | Républicain              | Industriel (distillateur) à Périgueux Vice-président de la Chambre de Commerce de Périgueux                 |
| 1898                                     | 1909    | Arthur Barabeau                 | Républicain Progressiste | Président de la Chambre de Commerce de Périgueux                                                            |
| 1910                                     | 1919    | Édouard Michel                  | Républicain Radical      | Président de la Société de secours mutuel La Ruche de Vésone à Périgueux                                    |
| 1919                                     | 1922    | Paul Eyraud                     | SFIO puis PC-SFIC        | Commis des PTT, conseiller municipal de Périgueux                                                           |
| 1922                                     | 1925    | Gaston Mercier                  | Rad.ind.                 | Négociant à Périgueux                                                                                       |
| 1925                                     | 1934    | Pierre Laudu                    | Rad.                     | Artisan horloger-bijoutier, conseiller municipal de Bassilac, Président du Conseil d'arrondissement         |
| 1934                                     | 1940    | Paul Bouthonnier                | PC-SFIC                  | Professeur, ancien conseiller général                                                                       |
| 1940                                     |         |                                 |                          | Les conseils d'arrondissement ont été suspendus par la loi du 12 octobre 1940 et n'ont jamais été réactivés |

Sources : "Annuaires et calendriers 1789-1842 " sur le site des archives départementales de la Dordogne. https://archives.dordogne.fr/r/72/fonds-imprimes/annuaires-et-calendriers?arko_default_6076b1c79b335--ficheFocus=

## Composition
- Andrivaud-et-Merlande de 1801 à 1809 (fusions partielles avec Chancelade et La Chapelle-Gonaguet)[C 2],
- Atur jusqu'en 1801 (changement de canton)[C 3],
- Boulazac de 1800 (création de la commune[10]) à 1801 (changement de canton)[C 4],
- Champcevinel[C 5],
- Chancelade[C 6],
- Pressac-d'Agonnac, renommée en Château-l'Évêque en 1831[C 7],
- La Cité jusqu'en 1824 (fusion avec Coulounieix)[C 8],
- Coulounieix renommée en Coulounieix-Chamiers en 1958[C 9],
- Marsac renommée en Marsac-sur-l'Isle en 1961[C 10],
- Périgueux[C 1],
- Saint-Martin jusqu'en 1813 (fusion avec Périgueux)[C 11],
- Saint-Pierre-ès-Liens jusqu'en 1801 (changement de canton)[C 12],
- Trélissac[C 13].

Le canton de Périgueux, qui a compté jusqu'à douze communes en 1800-1801, en regroupait sept de 1824 à 1973 :
- Champcevinel
- Chancelade
- Château-l'Évêque
- Coulounieix-Chamiers
- Marsac-sur-l'Isle
- Périgueux
- Trélissac